# アマ・アタ・アイドゥ
アマ・アタ・アイドゥ（Ama Ata Aidoo、1942年3月23日 - 2023年5月31日）は、ガーナの女性詩人、脚本家、小説家。

## 経歴
大学卒業後の1964年、母校であるガーナ大学で上演した『The Dilemma of a Ghost』でデビューし、その後アメリカに留学し作品発表を続けた。帰国後はケープ・コースト大学で教壇に立ち、1982年にはジェリー・ローリングス大統領により教育大臣に任命されている。
政治から離れたのちはジンバブエ大学教員を経て、アメリカ・ロードアイランド州のブラウン大学の客員教授を務めた。